# Thomas Erskine, 6. Earl of Kellie

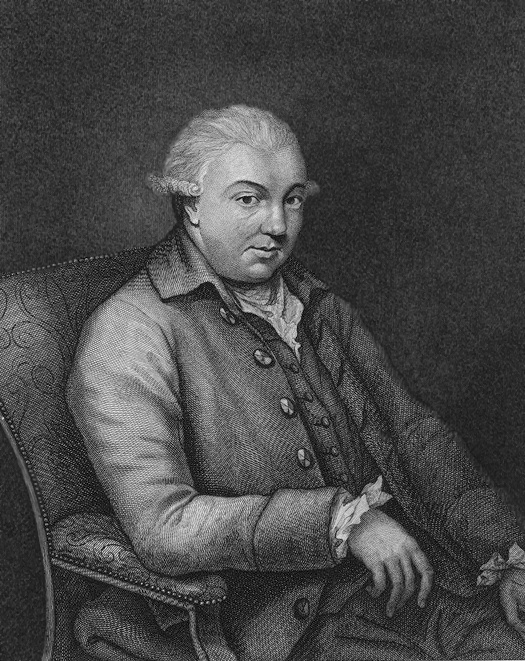
Thomas Erskine, 6. Earl of Kellie

Thomas Alexander Erskine, 6. Earl of Kellie (* 1. September 1732 auf Kellie Castle bei Arncroach; † 9. Oktober 1781 in Brüssel), war ein schottischer Violinist und Komponist des Vorklassik.

## Leben
Thomas Erskine, dem man den Beinamen der musikalische Earl gab, war der älteste Sohn von Alexander Erskine, 5. Earl of Kellie, aus dessen zweiter Ehe mit Janet Pitcairn. Als Heir apparent seines Vaters führte er zu dessen Lebzeiten den Höflichkeitstitel Viscount Fentoun.
Das Violinspiel erlernte er bereits als Kind. Er besuchte die Royal High School in Edinburgh und hatte dort Unterricht bei William McGibbon (1690–1756) und bei Francesco Barsanti, der zu dieser Zeit in Schottland lebte. Ab 1752 lebte er vier Jahre in Mannheim, wo er weiterführende Musikstudien im Umfeld der Mannheimer Schule um Johann Stamitz machte. Möglicherweise lebte er danach ein weiteres Jahr in Paris. Beim Tod seines Vaters erbte er 1756 dessen Adelstitel als Earl of Kellie, sowie dessen Ländereien, die er in der Folgezeit, mit Ausnahme des Stammsitzes Kellie Castle in Fifeshire, alle veräußerte. Zu Beginn der 1760er-Jahre lebte Erskine in London, wo er zur Verbreitung des Mannheimer Orchesterstils beitrug, bevor er sich 1767 in Edinburgh niederließ. Die letzten gedruckten Werke erschienen 1769, dennoch waren später entstandene Werke als Handschriften weit verbreitet.
Erskine galt als begabter Violinist und Komponist, hierzu äußerte sich Charles Burney; Erskine verfügt über ein fundiertes musikalisches Wissen und das Komponieren geht ihm zügig von der Hand. Erskine war über lange Jahre hinweg Dirigent der St. Cecilia Society in Edinburgh.
Im Sommer 1781 reiste Erskine, gesundheitlich geschwächt, zu einer erfolglosen Trinkwasserkur nach Spa, starb aber auf der Heimreise in Brüssel. Da er unverheiratet und kinderlos blieb, fielen seine Adelstitel bei seinem Tod an seinen jüngeren Bruder Archibald Erskine.

## Werke (Auswahl)
Ein Teil seiner Werke wurde nicht gedruckt und gilt als verschollen, so mehrere seiner Sinfonien. Bis in die 1970er-Jahre war auch ein Teil seiner Kammermusik unbekannt, bevor 1989 mehrere Triosonaten und Streichquartette auf Kilravock Castle entdeckt wurden.
- Six Overtures op. 1 (Edinburgh, 1761)
- Sammlung mit Six Simphonies in Four Parts von J. Stamitz, and his Pupil the Earl of Kelly (London, ca. 1765)
- 6 Sonatas, Violine oder Flöte, Violine und b.c. (London, 1769)
- 9 Sonatas, 2 Violinen und b.c.
- 2 Ouverturen zu Pasticcios, zu  Ezio (Little Haymarket, 29. November 1764) und The Maid of the Mill (Covent Garden, 31. Januar 1765)
- 20 Menuette in verschiedenen Sammlungen, so in Bremners Collection of … Minuets (London, um 1765), The Favourite Minuets Perform'd at the Fête Champêtre (London, um 1775), Minuets Composed by Kelly (Edinburgh, 1836)